# Sperrkantscheibe

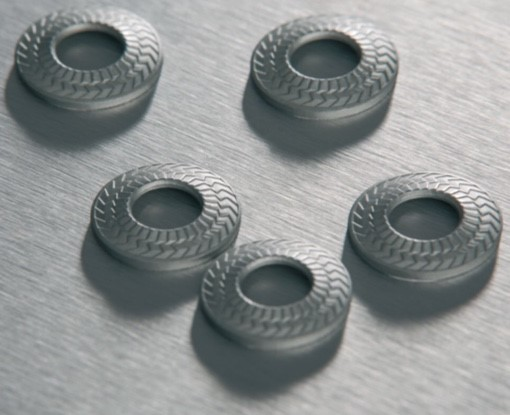
Sperrkantscheiben

Die Sperrkantscheibe ist eine Sicherungsscheibe für Schraubverbindungen und wird im Allgemeinen als SK- oder NSK-Scheibe bezeichnet. Die Sperrkantscheibe zählt zu den Losdrehsicherungen (Schraubensicherung) mit dem Wirkprinzip des Form- und Kraftschlusses. 
Sperrkantscheiben sind Spannscheiben die Form einer Tellerfeder, die zusätzlich mit einer Verzahnung versehen wurde.
Die typischen Einsatzgebiete der Sperrkantscheibe sind Bereiche mit erhöhten Anforderungen an Schraubensicherungselemente wie etwa Aufzüge, Eisenbahnen, Seilbahnen und elektrische Starkstrom-Installationen.

## Allgemein
Die Sperrkantscheibe wurde 1990 anhand der zu dem Zeitpunkt bestehenden Anforderungen als Sicherungselement für Schraubenverbindungen entwickelt. Die Anforderungen und Prüfbedingungen an die Sicherungseigenschaften wurden 2006 durch die DIN 25201-4 deutlich verschärft. Dies betraf sowohl die Klemmlänge als auch einen reduzierten Reibbeiwert und die Vorspannkraft. Diese Prüfbedingungen werden durch die NSK-Sperrkantscheibe erfüllt.

## Sicherungsprinzip

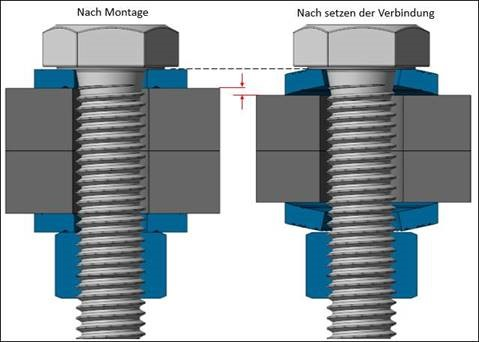
Beispielhafte grafische Darstellung der Setzausgleichfunktion der Sperrkantscheibe

Die Sperrkantscheibe sorgt mit ihren Eigenschaften dafür, dass auftretendes Losdrehen und Lösen verhindert wird. Dabei beruht die Sicherungswirkung der Sperrkantscheibe auf den zwei grundlegenden Mechanismen Form- und Kraftschluss.
Die sperrende Wirkung wird durch die Verzahnung auf der Oberseite der Sperrkantscheibe erzielt. Während der Montage greift die Verzahnung in den Schraubenkopf oder die Mutter ein. Die zweite Funktion der Sperrkantscheibe beruht auf der Federwirkung. Wenn sich der Werkstoff der zu verbindenden Bauteile setzt, stellt sich die Sperrkantscheibe wie eine Tellerfeder auf. Durch die federnde Geometrie der Sperrkantscheibe wird der Vorspannkraftverlust reduziert.
Ein Vorspannkraftverlust kann im Gegensatz zu einer Setzsicherung aber nicht vollständig verhindert werden.
Da das Sicherungsprinzip zum Teil auf Formschluss beruht, ist die Sperrkantscheibe nicht für alle Schraubverbindungen geeignet. Ist die Oberflächenhärte der Schraube bzw. Mutter oder des Werkstücks größer als die der Sperrkantscheibe, kann kein Formschluss hergestellt werden. Nutzt man die Sperrkantscheibe bei nicht fixierten Oberflächen (z. B. zusammen mit einer Unterlegscheibe), so ist der Formschluss wirkungslos. Außerdem ist zum Erreichen des Formschlusses bei der Montage ein vom Hersteller vorgegebenes Drehmoment zu berücksichtigen.

## Mechanische Verschraubungen
Die Sperrkantscheibe gibt es in verschiedenen Größen und Formen. Im Allgemeinen werden die Sperrkantscheiben mit „SK“ oder „NSK“ abgekürzt. Die NSK-Variante ist dabei eine optimierte Form, welche sich durch eine höhere Sicherungswirkung auszeichnet. Des Weiteren wird die Sperrkantscheibe nach ihren Einsatzfällen eingeordnet.

## Elektrische Verschraubungen
Für elektrische Verschraubungen eignen sich die Sperrkantscheiben aus dem mechanischen Bereich nicht. Hierfür ist die NSK-E vorgesehen. Dieser Typ ist für Verschraubungen in der Elektroindustrie zu verwenden. Die dort geltenden Anforderungen unterscheiden sich von denen der mechanischen Verschraubungen aufgrund der weichen Gegenlagen, der geringen Vorspannkräfte (Kontaktdruck) und Sauberkeitsanforderungen.
Die Grundidee der Sicherung ist die gleiche, jedoch hat die NSK-E eine Verrundung (Kufe) an der Unterseite. Diese Verrundung schont die weiche Gegenlage während der Montage.

## Qualitätskontrolle
Losdrehsicherungen werden aktuell nach verschiedenen Vorgaben geprüft. Um eine Aussage über das Losdrehverhalten zu tätigen, werden Sperrkantscheiben auf einem Vibrationsprüfstand nach DIN 65151 geprüft. Die DIN 25201-4 gibt dabei ein qualifiziertes Prüfverfahren vor, welches die Funktionsfähigkeit eines Sicherungselementes gegen selbsttätiges Losdrehen analysiert. Die definierten Prüfbedingungen ermöglichen es, das Sicherungsverhalten bei Querbelastung mit weiteren Prüfungen zu vergleichen.
Bezüglich der Federkraft existiert aktuell kein spezifisches Prüfverfahren, welches Federeigenschaften von Schraubensicherungselementen vorgibt. Als geeignetes Prüfverfahren wird hierfür die DIN 267-26 herangezogen, welches sich u. a. auf das Federverhalten von Spannscheiben bezieht und ein Prüfverfahren vorschreibt. Dabei wird eine gewisse Kraft auf das Sicherungselement aufgebracht. Nach einer vorgegebenen Zeit wird die Scheibe entlastet. Zur Ermittlung der Federwirkung wird dabei die Kraft bei einer Entlastung von 20 µm aufgenommen.

## Entwicklungsstand
- 1990: Entwicklung und Markteinführung
- 2006: Entwicklung der Neuen-Sperrkantscheibe (NSK) aufgrund gestiegener Anforderungen, um den Standards der DIN 25201-4 zu entsprechen.
- 2021: Entwicklung und Markteinführung der NSK-E

## Sicherheit und Unfälle
Am 8. Dezember 2021 ereignete sich an einer Sesselbahn im schweizerischen Samnaun ein Unfall, der laut Untersuchungsbericht auf den Einsatz von Sperrkantscheiben anstatt des eigentlich vorgesehenen Sicherungsbleches zurückzuführen ist. Die betroffene Schraubverbindung war dabei erst wenige Monate vorher, im Sommer 2021, mit neuen Sperrkantscheiben versehen und mit dem vorgesehenen Drehmoment angezogen worden. Die Anlage war zwischen der Erneuerung und dem Unfall erst etwa 100 Betriebsstunden gelaufen. Die Passagiere des betroffenen Sessels blieben unverletzt.